# Tantilla insulamontana
Tantilla insulamontana är en ormart som beskrevs av Wilson och Mena 1980. Tantilla insulamontana ingår i släktet Tantilla och familjen snokar. Inga underarter finns listade i Catalogue of Life.
Denna orm förekommer i en mindre region i södra Ecuador. Arten lever i bergstrakter mellan 1000 och 2300 meter över havet. Individerna vistas galleriskogar och i buskskogar. Tantilla insulamontana gräver i lövskiktet och i det översta jordlagret. Honor lägger ägg.
Beståndet hotas av skogens och buskmarkens omvandling till jordbruksmark. Tantilla insulamontana är mycket sällsynt. IUCN listar arten som akut hotad (CR).